# Carlos Mastronardi
Carlos Mastronardi (Gualeguay; 7 de octubre de 1901-Buenos Aires; 5 de junio de 1976) fue un poeta y ensayista argentino.
Heredero del simbolismo tardío, expuso sus ideas sobre la poesía como ejercicio perfectible en su ensayo Valéry o la infinitud del método (con el que ganó el Primer Premio Municipal de Literatura en 1955). Además, fue perteneciente a la rama de los criollistas o nacionalistas, en donde se volcó al canto del paisaje y la tierra, con un lenguaje directo.  En sus obras se encuentra un predominio de la imagen sensorial que imita la realidad natural. En su obra la metáfora no es audaz ni se basa en las asociaciones insólitas. Se destaca su poemario Conocimiento de la noche (1937).

## Biografía

### Primeros años
Carlos Mastronardi nació el 7 de octubre de 1901 en Gualeguay, provincia de Entre Ríos (Argentina). Fue hijo de Gabino Mastronardi y Clotilde María Negri, ambos inmigrantes nacidos en Italia. Mastronardi recorrió el interior de la provincia de Entre Ríos acompañando a su padre, quien mensuraba campos. De él también recibió lecciones de pintura y escultura de los grandes maestros italianos. En su adolescencia, conoció al también escritor Juan Laurentino Ortiz, con el que compartió caminatas junto al río Gualeguay y charlas en donde leían y comentaban libros.
Cursó el bachillerato en el Colegio del Uruguay, y vivió esos años como interno en la residencia para estudiantes de la Asociación Educacionista La Fraternidad, fundada por alumnos del Histórico Colegio en 1877, como respuesta a la supresión de becas que les permitían estudiar en la ciudad. Más allá de las promociones, el Histórico y La Fraternidad hermanaron a quienes pasaron por sus claustros. El sentimiento que unía a los «fraternales» le posibilitó a Mastronardi conservar amistades de sus años de estudiante, entre otros, con los poetas Cayetano Córdova Iturburu, Arnaldo Calveyra y Jorgé Martí.
En 1919, el padre de Mastronardi fue designado cónsul de Italia en Entre Ríos. Tiempo después, se inscribió en la Facultad de Derecho de Buenos Aires, pero la abandonó para dedicarse al periodismo y la literatura. Conoció a Jorge Luis Borges en la librería SAMET, en ocasión de una conversación sobre Evaristo Carriego.

### Trayectoria
Publicó artículos y poemas en la revista Prisma junto a Jorge Luis Borges y Norah Lange, en Caras y Caretas, en Proa y en la revista Nosotros. Se desempeñó también como redactor en Diario Crítica, donde conoció a Francisco Defilippis Novoa. Con Sixto Pondal Ríos y Ulyses Petit de Murat formó lo que se llamaría la «Escuela de Belgrano», por el café ubicado en Cabildo y Echeverría donde recitaban sus poemas.
En 1925 participó junto a Ricardo Güiraldes, Eduardo González Lanuza, Jacobo Fijman, Conrado Nalé Roxlo, Pedro Miguel Obligado y Jorge Luis Borges de actividades literarias, musicales y pictóricas de la época desde la revista Martín Fierro. Un año después, en 1926, César Tiempo y Pedro Juan Vignale lo invitaron a formar parte de la Exposición de Poesía Argentina, publicada por Editorial Minerva, con sus poemas Cosecha, Alabando los buenos cielos, Para sepultar un olvido, Vieja estampa y Gente rica en obras. Además, también publicó su primer libro, Tierra Amanecida, gracias al préstamo de un tío. La Editorial Latina lo dio a conocer al poemario junto con la novela El juguete rabioso, de Roberto Arlt. Ambos libros aparecieron en la «Colección de autores noveles». 
Como muchos martinfierristas, se sumó a la actividad política, integrando el Comité Irigoyenista de Intelectuales Jóvenes y se registró en el Club Radical Enrique Larreta en marzo de 1928 con el número 178. Ante la muerte de su padre en 1928, volvió a Gualeguay, en donde trabajó como periodista escribiendo comentarios de interés vecinal y colaborando con revistas literarias de Buenos Aires. Durante esos años, que él caracterizaría en sus Memorias como «un período oscuro, un tiempo sin esperanza ni salida» que duró ocho años, trabajó en un poema que más tarde publicó con el nombre de Luz de Provincia. 
En 1937, regresó a Buenos Aires, y ante una invitación de Samuel Eichelbaum se sumó a El Diario, de la editorial Láinez, como cronista teatral y luego, literario, a la par que publicó Conocimiento de la noche, un poemario que incluye Luz de Provincia, por el que recibió el Primer Premio Municipal de Poesía ese mismo año.
Tradujo poemas de Rainer Maria Rilke y poemas en prosa de Stéphane Mallarmé. Además, se sumó a diversas publicaciones como la revista Sur, la revista semanal Resumen (destinada a la población del delta bonaerense y entrerriano) y al diario La Nación.
Por su producción literaria se hizo acreedor de las mayores distinciones. Por su ensayo Valéry o la infinitud del método, publicado en 1955, recibió la mención de honor de la SADE y el Primer Premio Municipal de Prosa. Por Formas de la Realidad nacional, recibió el Premio Nacional de Literatura de producción en prosa. En 1968 obtuvo el Gran Premio de Honor de la SADE. Además, fue designado Miembro de la Academia Argentina de Letras, ocupando el sillón «Olegario Víctor Andrade», vacante debido a la muerte de Enrique Banchs.

### Fallecimiento
Mastronardi murió el 5 de julio de 1976 en Buenos Aires, a los 75 años de edad. Fue enterrado en el cementerio municipal de Gualeguay.

## Obras
- 1926 - Tierra Amanecida. Buenos Aires: Editorial Latina.[7]
- 1937 - Conocimiento de la noche. Buenos Aires: Editorial Raigal, 4 ed. ©1956[8]
- 1955 - Valéry o la infinitud del método.  Buenos Aires: Editorial Raigal[9]
- 1961 - Formas de la realidad nacional. Buenos Aires: Ediciones Culturales Argentinas, Ministerio de Educación y Justicia, Dirección General de Cultura.[10]
- 1963 - Siete poemas.  Asunción: Diálogo[11]
- 1967 - Memorias de un provinciano. Buenos Aires: Ediciones Culturales Argentinas[12]
- 1968 - Fernández, Macedonio; Mastronardi, Carlos. Selección de escritos. Buenos Aires: Centro editor de América Latina.[13]
- 1982 - Poesías completas.  Buenos Aires: Academia Argentina de Letras[14]
- 1984 - Cuadernos de vivir y pensar, 1930-1970. Prólogo: Juan Carlos Ghiano. Buenos Aires: Academia Argentina de Letras[15]
- 1988 - Mastronardi, Carlos y Herrero, Ricardo H. Luz de provincia y otros poemas. Buenos Aires: Centro Editor de América Latina[16]
- 2007 - Borges. Buenos Aires: Academia Argentina de Letras[17][18]
- 2010 - Mastronardi: Obra completa [edición al cuidado de Claudia Rosa y Elizabeth Strada]. Santa Fe: Ediciones UNL, Universidad Nacional del Litoral[19]

## Premios
- 1937: Primer Premio Municipal de Poesía por Conocimiento de la noche
- 1955: Primer Premio Municipal de Prosa por Valéry o la infinitud del método
- 1968: Premio de Honor de la SADE[20]